# Fonds enregistré de revenu de retraite
Un fonds enregistré de revenu de retraite ou FERR (en anglais, registered retirement income fund ou RRIF) est une épargne retraite à imposition différée en vertu de la législation fiscale canadienne. Les particuliers utilisent un FERR pour générer un revenu à partir de l'épargne accumulée dans le cadre de leur régime enregistré d'épargne-retraite (REER). Comme pour un REER, un compte FERR est enregistré auprès de l'Agence du revenu du Canada.

## Conversion d'un REER
Il est possible de convertir un REER en FERR à tout moment avant ou pendant l'année de ses 71 ans. Avant la fin de l'année au cours de laquelle un particulier atteint 71 ans, il est obligatoire de retirer tous les fonds d'un régime REER ou de convertir le REER en FERR ou en rente viagère. Si les fonds sont simplement retirés d'un REER, le montant total est entièrement imposable en tant que revenu ordinaire ; on reporte cette imposition en transférant les investissements d'un REER dans un FERR.

## Historique
La création du FERR a été annoncée le 10 avril 1978 par Jean Chrétien dans le cadre du budget fédéral canadien d'avril 1978. La réforme a été mise en œuvre par une modification de la Loi de l'impôt sur le revenu (création de l'article 146.3) qui a été réalisée lorsque le projet de loi C-52 a reçu la sanction royale le 30 juin 1978.
Dans le cadre de la Réponse fédérale des États-Unis à la pandémie de COVID-19 (en), les montants minimums de retrait des FERR ont été réduits de 25 % pour 2020. La mesure a été mise en œuvre par la Loi sur l'intervention d'urgence en matière de COVID-19 qui a reçu la sanction royale le 25 mars 2020.

## Fonctionnalité
Les placements détenus à l'intérieur d'un FERR croissent avec un report d'impôt, tout comme dans le cas d'un REER. Il y a deux différences principales entre un REER et un FERR. La première est qu'aucune autre cotisation ne peut être versée une fois la conversion en FERR effectuée. La seconde est une fonctionnalité spéciale appelée retrait annuel minimum d'un FERR.
Le retrait minimum d'un FERR est un montant annuel obligatoire qui est encaissé d'un FERR et envoyé au titulaire du compte sans impôt retenu à la source. Le retrait demeure un revenu canadien imposable, mais il donne droit à un crédit d'impôt pour réduire l'impôt fédéral sur le revenu de 15 % sur les premiers 2 000 $ retirés, si le titulaire est âgé de 65 ans ou plus. Dans la plupart des provinces, un crédit d'impôt est également disponible pour réduire l'impôt provincial sur le revenu.
Le retrait minimal d'un FERR chaque année est calculé au moyen d'un pourcentage qui est déterminé par l'âge du titulaire du compte et de la valeur totale du régime au 1er janvier de chaque année. Le titulaire d'un FERR peut choisir de retirer un montant supérieur au montant minimal du FERR pour cette année, mais une retenue d'impôt s'appliquera à ce montant supplémentaire.
À titre d'exemple, si un FERR est évalué à 500 000 $ lorsque le titulaire du compte a 72 ans au début de l'année, le versement annuel minimum sera de 27 000 $, soit 5,40 % de la valeur du régime au début de l'année : (500 000 {\displaystyle \times }\times 0,0540 = 27 000.)
Le budget fédéral 2015 a réduit les facteurs de retrait minimum.

## Retraits minimums
Les retraits minimums sont définis comme suit, :
| Â ge du titulaire du compte le 1er janvier | Pourcentage du FERR à retirer avant 2015 | Pourcentage du FERR à retirer depuis 2015 |
| ------------------------------------------ | ---------------------------------------- | ----------------------------------------- |
| 65                                         | 4.00%                                    | 4.00%                                     |
| 66                                         | 4.17%                                    | 4.17%                                     |
| 67                                         | 4.35%                                    | 4.35%                                     |
| 68                                         | 4.55%                                    | 4.55%                                     |
| 69                                         | 4.76%                                    | 4.76%                                     |
| 70                                         | 5.00%                                    | 5.00%                                     |
| 71                                         | 7.38%                                    | 5.28%                                     |
| 72                                         | 7.48%                                    | 5.40%                                     |
| 73                                         | 7.59%                                    | 5.53%                                     |
| 74                                         | 7.71%                                    | 5.67%                                     |
| 75                                         | 7.85%                                    | 5.82%                                     |
| 76                                         | 7.99%                                    | 5.98%                                     |
| 77                                         | 8.15%                                    | 6.17%                                     |
| 78                                         | 8.33%                                    | 6.36%                                     |
| 79                                         | 8.53%                                    | 6.58%                                     |
| 80                                         | 8.75%                                    | 6.82%                                     |
| 81                                         | 8.99%                                    | 7.08%                                     |
| 82                                         | 9.27%                                    | 7.38%                                     |
| 83                                         | 9.58%                                    | 7.71%                                     |
| 84                                         | 9.93%                                    | 8.08%                                     |
| 85                                         | 10.33%                                   | 8.51%                                     |
| 86                                         | 10.79%                                   | 8.99%                                     |
| 87                                         | 11.33%                                   | 9.55%                                     |
| 88                                         | 11.96%                                   | 10.21%                                    |
| 89                                         | 12.71%                                   | 10.99%                                    |
| 90                                         | 13.62%                                   | 11.92%                                    |
| 91                                         | 14.73%                                   | 13.06%                                    |
| 92                                         | 16.12%                                   | 14.49%                                    |
| 93                                         | 17.92%                                   | 16.34%                                    |
| 94                                         | 20.00%                                   | 18.79%                                    |
| 95+                                        | 20.00%                                   | 20.00%                                    |